# Inga Fischer-Hjalmars
Inga Fischer-Hjalmars, född 16 januari 1918 i Adolf Fredriks församling i Stockholm, död 17 september 2008 i Lidingö, var en internationellt uppmärksammad svensk fysiker och kemist. Hon var en av föregångarna vid tillämpning av kvantmekanik för att lösa problem i den teoretiska kemin.

## Bakgrund
Inga Fischer-Hjalmars växte upp i en välutbildad och akademisk familj där både hennes far, Otto Fischer, och moster var ingenjörer och hennes mor, Karen-Beate Wulff, var lärare i matematik och geografi. Trots detta var familjens ekonomi begränsad och Inga Fischer-Hjalmars började på grund av det studera till farmaceut då det var den kortaste och därmed minst kostsamma utbildningen inom naturvetenskapen. Hennes utbildning finansierades dels av hennes mors släkting i Danmark och dels av att hon arbetade som privatlärare på kvällar.
År 1952 gifte sig Inga Fischer-Hjalmars med Stig Hjalmars och lade då till efternamnet "Hjalmars". Stig Hjalmars var så kallad tredje opponent vid hennes disputation.

## Utbildning
Inga Fischer-Hjalmars avlade en farm.kand. 1939 och fil.mag. i Stockholm 1944, fortsatte med forskarstudier till en fil.lic. 1949 och fick slutligen sin doktorsgrad 1952 vid Stockholms högskola, där hon blev docent i mekanik och matematisk fysik. Samtidigt hade hon under 1959–1963 en tjänst som laborator i matematisk fysik vid Kungliga Tekniska högskolan. Fischer-Hjalmars blev 1963, vid Stockholms universitet, Sveriges första kvinnliga professor i teoretisk fysik. Hon efterträdde Oskar Klein på posten och upprätthöll professuren till 1982.

## Akademiska framgångar
Som ung farmaceut hade Inga Fischer-Hjalmars en central roll i utvecklingen av lokalbedövningsmedlet Xylocain. Största delen av sin karriär ägnade hon dock åt att söka förklaring till de biologiska, kemiska och fysiska egenskaperna hos molekyler med hjälp av de mest grundläggande principerna tillgängliga – kvantmekanik. Fischer-Hjalmars var en av pionjärerna inom tillämpandet av kvantmekanik på kemiska problem och frågeställningar.
Våren 1948 skickade Oskar Klein Inga Fischer-Hjalmars till en konferens i Paris. Klein var vid den här tiden professor vid institutionen för teoretisk fysik vid Stockholms högskola och Fischer-Hjalmars hade en assistenttjänst hos honom. Förhoppningarna var att Fischer-Hjalmars på konferensen skulle hitta någon som kunde lära henne mer om molekylär kvantmekanik, eller kvantkemi som det kommit att kallas. På denna konferens samlades nämligen alla de största namnen inom kvantkemi, däribland en ung man från England vid namn Charles Coulson. Under konferensen fick Fischer-Hjalmars och Coulson bra kontakt och Fischer-Hjalmars tillbringade således vintern 1948–1949 vid Kings College i London. Tillsammans undersökte de hur den kvantmekaniska vågfunktionen förändras då den kemiska bindning som finns i vätgasmolekyler dissocierar och det bildas atomärt väte. De kom bland annat fram till att de dåvarande metoderna inom kvantkemin var otillräckliga för att kunna studera sådana kemiska reaktioner. De drog upp riktlinjer för den väg utvecklingen av bättre metoder måste ta, vilket blev en milstolpe i den kvantkemiska metodutvecklingen och fortfarande används som referens i dagens kvantkemi.
År 1952 lade Inga Fischer-Hjalmars fram doktorsavhandlingen “Studies of the hydrogen bond and the ortho-effect” inom området och avhandlingen anses än idag vara ganska speciell då den innehåller både teoretiska och experimentella arbeten, vilket inte är särskilt vanligt. Hon efterträdde år 1963 Oskar Klein som professor vid Stockholms Högskola och blev därmed Sveriges första kvinnliga professor i teoretisk fysik. Hon valdes 1978 in som medlem av Kungliga Vetenskapsakademien.
Så småningom återkom Fischer-Hjalmars studier till det som började hennes naturvetenskapliga karriär, nämligen biologins molekylära grunder. Hon stötte dock på problem med kvantkemin då biologins förhållandevis stora molekyler ledde till att de kvantmekaniska beräkningarna blev för stora och komplicerade. Hon utvecklade därför ett antal olika approximativa metoder för att på så sätt kunna angripa dessa stora system.
Inga Fischer-Hjalmars valdes år 1983 in som medlem i IAQMS (International Academy of Quantum Molecular Science). Hon var även medlem i Det Kongelige Danske Videnskabernes Selskab och var en så kallad “Fellow” i The World Academy of Art and Sciences. År 1985 tilldelades Fischer-Hjalmars “International Society of Quantum Biology Award” för de djupgående studier hennes forskargrupp gjort under 1970- och 1980-talet av bindning, elektronstruktur och spektra för biologiskt relevanta metallkomplex. Dessa studier var av hög relevans för att bättre förstå  biokemiska system vilka ofta har komplicerad elektronstruktur.
År 2009 upprättade Svenska Kemisamfundet till minne av Inga Fischer-Hjalmars ett årligt pris, namngivet efter henne, som tilldelas den mest framstående doktorsavhandlingen inom ämnesområdet teoretisk kemi som lagts fram under det gångna året.
Inga Fischer-Hjalmars var även en populär föreläsare vilket följande text till känd norsk melodi av teknisk fysik-teknologerna från skolans "sångartäflan" 1961 bär vittnesbörd om:
Ja, vi elsker Inga Hjalmars
När hon stiger frem
I katedern framför allvars-
amma gossar fem.
Elsker henne fast vi tenker
på vår mor og far
som går ensamme og venter
venter alle dar
på sin gosse som har alla Inga Hjalmars tentor kvar.

- Fischer-Hjalmars blev 1978 ledamot av Kungl. Vetenskapsakademien.
- Fischer-Hjalmars var medlem i det internationella akademiska sällskapet International Academy of Quantum Molecular Science.

## Humanitära engagemang
Fischer-Hjalmars var humanist och hade stort intresse i människorättsfrågor. Hon var bland annat ordförande för International Committee of Scientists for Soviet Refusniks vilket var ett forskarnätverk som verkade för de oppositionella och judiska forskarnas rörelsefrihet i Sovjetunionen under 1970-talet. Hon deltog på hemliga möten där hon höll föreläsningar och stöttade dessa forskare med vetenskaplig utrustning som de annars hade svårt att få tillgång till. Hon skrev även till flera tidningar för att uppmärksamma deras situation och uppmanade samtidigt det internationella vetenskapliga samfundet att agera. På en konferens som hölls i Kanada i slutet av 1970-talet konfronterade Fischer-Hjalmars representanterna för den sovjetiska vetenskapsakademien med alla de forskare som försvunnit spårlöst. För hennes engagemang inom detta blev hon år 1990 tilldelad the New York Academy of Science’s Human Rights of Scientists Award.
Som ordförande i organisationen International Council of Scientific Unions (ICSU) arbetade hon med olika diplomatiska frågor. Bland annat engagerade hon sig för att hjälpa forskare på andra sidan Järnridån att få möjlighet att kunna delta på internationella konferenser.